# زوفيا كوفات
زوفيا كوفات (من مواليد 6 أبريل 2000) هي لاعبة جمباز فنية مجرية شاركت في دورة الألعاب الأولمبية الصيفية 2016 وفي دورة الألعاب الأولمبية الصيفية 2020. حصلت على الميدالية الفضية الأوروبية عام 2017، والميدالية الذهبية في بطولة الجمباز الفني الأوروبية للسيدات 2020 في حدث عارضات غير مستوية، بالإضافة إلى بطلة أوروبا لعامي 2020 و 2022 في حدث القفز.

## روابط خارجية
- Zsofia Kovacs في الاتحاد الدولي للجمباز

- Zsofia Kovacs  على موقع اللجنة الأولمبية الدولية
- زوفيا كوفات  على موقع SportsReference  - سبورتس رفرنس